# Isoxya testudinaria
Isoxya testudinaria är en spindelart som först beskrevs av Simon 1901.  Isoxya testudinaria ingår i släktet Isoxya och familjen hjulspindlar. Inga underarter finns listade i Catalogue of Life.